# ТНК-Нягань
«ТНК-Ня́гань» (ОАО «ТНК-Нягань») — дочернее предприятие группы компаний ТНК-BP в городе Нягань, ХМАО. ТНК-Нягань владела лицензией и вела добычу нефти и газа на трёх нефтяных месторождениях: Ем-Ёговском, Талинском и Каменном (западная часть), образующих Красноленинский свод.
В ноябре 2013 года в связи с покупкой ОАО «Роснефть» 100 % акций компании ТНК-BP официально переименовано в ОАО «РН-Няганьнефтегаз».

## История создания и развития
ОАО «ТНК-Нягань» образовано в 1999 году ОАО «Тюменской нефтяной компанией» для приобретения активов находившегося в процедуре банкротства ОАО «Кондпетролеум». ОАО «Кондпетролеум», в свою очередь, было образовано на базе объединения Красноленинскнефтегаз, и входило в состав нефтяной компании «Сиданко».
Добыча ОАО «ТНК-Нягань» поднялась с менее 2 миллионов тонн в 2000 году до 6 миллионов тонн в 2007 году.

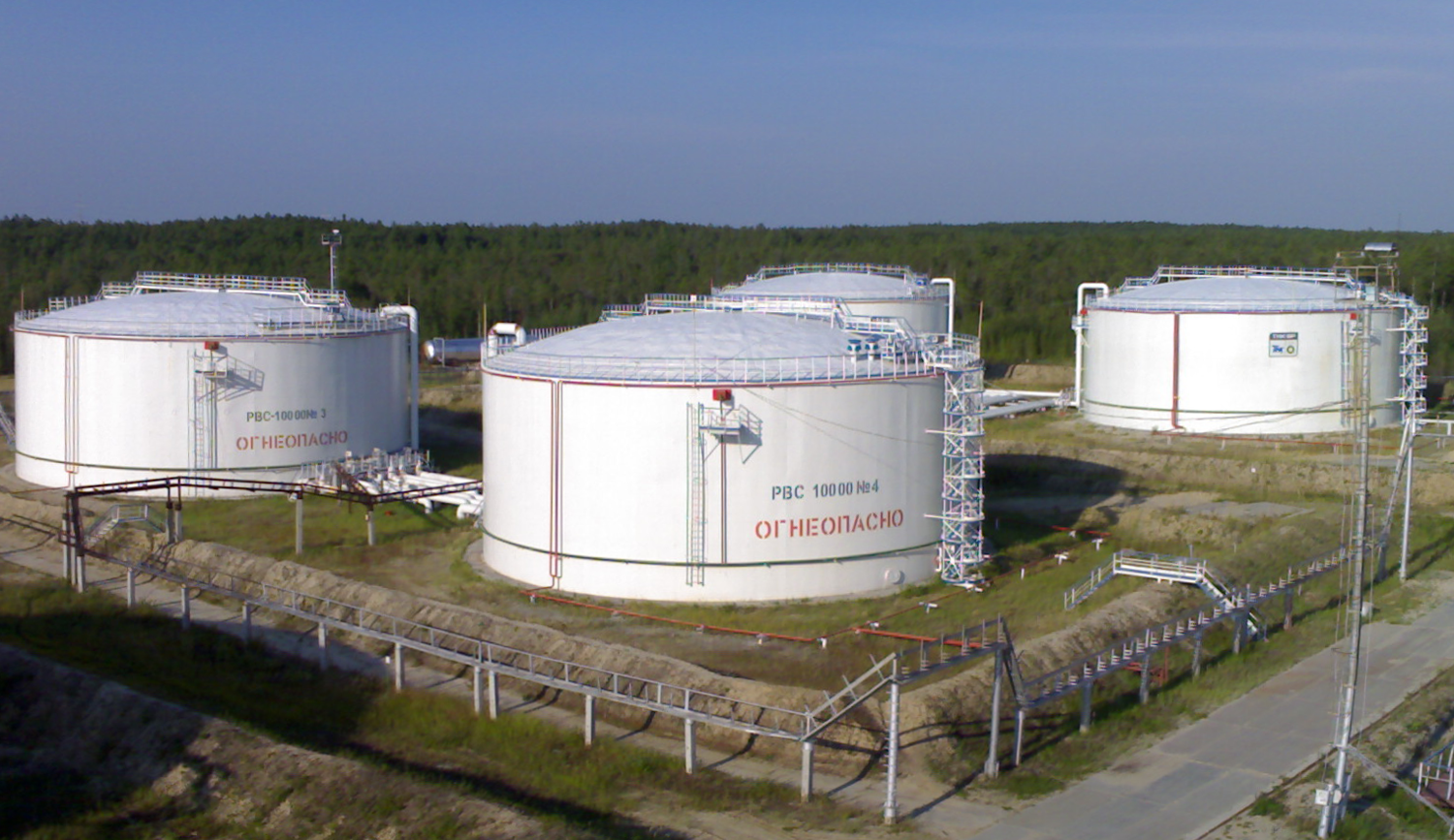
Резервуары на территории
Талинского месторождения (ЦПС «Южный», 2006)

В 2005 году возобновлена разработка Каменной площади. В 2006 в составе ТНК-Нягань создано НГДП «Каменное» для дальнейшей разработки и эксплуатации месторождения.
В 2008 году на предприятии работало около 2000 человек.
12 ноября 2013 года в связи с государственной регистрацией новой редакции Устава ОАО «ТНК-Нягань» новое полное фирменное наименование Общества — Открытое Ационерное Общество «РН-Няганьнефтегаз» (сокращённо — ОАО «РН-Няганьнефтегаз»), на английском языке — Open Join-Stock Company «RN-Nyaganneftegaz» (OJSC «RN-Nyaganneftegaz»).

## Достижения
По результатам 2005 года акционерное общество стало победителем конкурса «Чёрное золото Югры» в номинации «Самое динамично развивающееся нефтедобывающее предприятие ХМАО-Югры».
ТНК-Нягань имеет в своем активе три международных сертификата: OHSAS 18001 (Система менеджмента профессиональной безопасности), ИСО 9001 (Система менеджмента качества), ИСО 14001 (Система экологического менеджмента). В мае 2006 года система менеджмента качества предприятия была признана соответствующей техническим условиям ИСО/ТУ 29001:2003, содержащим дополнительные требования ИСО 9001:2000, специально предназначенные для нефтяной, нефтехимической и газовой промышленности.